# Colin Duffy
Colin Duffy, född 10 december 2003 i, är en amerikansk professionell sportklättrare.

## Karriär
2023 tog Duffy silver i VM i den kombinerade klassen.